# The System Has Failed
| 전문가 평가                   | 전문가 평가 |
| 평가 점수                     | 평가 점수   |
| 출처                          | 점수        |
| ----------------------------- | ----------- |
| AllMusic                      | [ 3 ]       |
| Blistering                    | 8/10        |
| Brave Words & Bloody Knuckles | 9/10        |
| Drowned in Sound              | 4/10        |
| KNAC                          | [ 7 ]       |
| Metal Forces                  | 8/10        |
| NOW                           | [ 9 ]       |
| Revolver                      | [ 10 ]      |
| Rock Hard                     | 8.5/10      |

《The System Has Failed》는 미국의 스래시 메탈 밴드 메가데스의 열 번째 스튜디오 음반으로, 2004년 9월 14일에 발매되었다. 이 음반은 밴드가 생츄어리 레코드를 통해 배급한 두 번째이자 마지막 스튜디오 음반이다. 《The System Has Failed》는 데이브 머스테인이 2002년에 입은 팔 부상에서 회복한 이후 처음으로 발표한 음반이기도 하다. 또한 이 음반은 메가데스의 원년 베이시스트이자 공동 창립자인 데이비드 엘렙슨이 참여하지 않은 첫 번째 스튜디오 음반이며, 이후 세 장의 음반에서도 그가 참여하지 않았다. 이 음반에는 과거 《Killing Is My Business... and Business Is Good!》 (1985년)와 《Peace Sells... but Who's Buying?》 (1986년)에서 연주했던 전 메가데스 멤버 크리스 폴랜드가 기타로 참여했으며, 세션 뮤지션인 비니 콜라이우타가 드럼을, 지미 리 슬로스가 베이스를 맡았다.
《The System Has Failed》는 평론가들로부터 긍정적인 평가를 받았으며, 빌보드 200 차트에서 18위로 데뷔했다. 이 음반은 1990년대에 발표된 보다 상업적인 성향의 음반들과는 달리, 밴드가 본래의 스타일로 회귀한 작품이라는 평을 일반적으로 받았다. 〈Die Dead Enough〉와 〈Of Mice and Men〉은 2004년에 싱글로 발매되었으며, 〈The Scorpion〉은 2005년에 싱글로 발매되었다. 또한 수록곡 〈Back in the Day〉는 2005년 애니메이션 《덕 다저스》의 에피소드 〈In Space, No One Can Hear You Rock〉에 삽입되었으며, 해당 회차에서는 밴드의 애니메이션 버전이 이 곡을 연주하는 장면이 등장한다.

## 배경 및 제작
2002년, 메가데스의 프론트맨 데이브 머스테인은 자신의 팔 부상으로 인해 기타를 연주할 수 없게 되어 밴드를 해체한다고 발표했다. 그는 2002년 4월 3일에 발표한 성명을 통해, 의사들이 회복까지 약 1년이 걸릴 것으로 예상하고 있다고 전했으나, 완전히 회복할 수 있을지는 불확실하다고 밝혔다. 머스테인은 기타 연주 능력을 되찾기를 희망한다고 언급했으며, 이후 수개월간의 물리 치료를 통해 회복에 성공했다.
이 음반은 테네시주 내슈빌에 위치한 오션 웨이와 에메랄드 엔터테인먼트, 그리고 애리조나주 템피에 있는 페이즈 포 스튜디오에서 녹음되었다. 당시 메가데스의 레이블이었던 생츄어리 레코드의 홍보 자료에서 머스테인은 이번 음반 작업이 "자유로웠다"고 밝히며, 이번 음반에 대해 자신이 처음 두 장의 메가데스 음반 이후로 가장 많은 통제권을 가질 수 있었다고 말했다. 또한 머스테인은 처음에는 음반 작업에 대해 느긋한 자세로 임했으며, 주 4일 밤에 하루 3시간씩 작업을 시작했다고 언급했다.
원래 머스테인의 솔로 음반으로 의도되었던 이 음반은 머스테인의 출판사와의 계약상 의무로 인해 메가데스라는 이름으로 재브랜딩되었다. 머스테인은 이전에 《Cryptic Writings》와 《Risk》의 엔지니어였던 제프 볼딩과 함께 이 음반을 공동 프로듀싱했다. 메가데스를 재가동하면서 머스테인은 베이시스트이자 공동 창립자인 데이비드 엘렙슨에게 밴드의 베이스 기타 임무를 재개해 달라고 연락했으나, 이러한 노력은 결국 무산되었다. 엘렙슨은 머스테인이 "밴드가 해체되었을 때의 상태로 돌아가려는" 재정적 의지가 없었다고 주장하며 메가데스에 복귀하지 않았다.

## 커버 아트
커버 아트는 마이크 런이 디자인했으며, 미국 연방 대법원 건물 앞 연단에 선 빅 래틀헤드가 당시 미국 대통령 조지 W. 부시에게 무죄 평결을 판매하는 모습을 담고 있다. 경례하는 인물은 힐러리 클린턴이며, 그 옆에는 전 대통령 빌 클린턴이 있다. 부시 대통령 뒤에는 부통령 딕 체니가 "plan B"라고 적힌 서류가방을 들고 서 있다. 체니 뒤로는 당시 국가안보보좌관 (후에 국무장관)이었던 콘돌리자 라이스, 국방장관 도널드 럼즈펠드, 법무장관 존 애시크로프트 등 부시 행정부의 여러 관리들이 자리하고 있다. 커버에 그려진 100달러 지폐에는 벤저민 프랭클린 대신 빅 래틀헤드의 얼굴이 그려져 있다.

## 곡 목록
모든 곡들은 데이브 머스테인에 의해 작사/작곡하였다.
| #   | 제목                                               | 재생 시간 |
| --- | -------------------------------------------------- | --------- |
| 1.  | 〈Blackmail the Universe〉                         | 4:33      |
| 2.  | 〈Die Dead Enough〉                                | 4:18      |
| 3.  | 〈Kick the Chair〉                                 | 3:57      |
| 4.  | 〈The Scorpion〉                                   | 5:59      |
| 5.  | 〈Tears in a Vial〉                                | 5:21      |
| 6.  | 〈I Know Jack〉                                    | 0:40      |
| 7.  | 〈Back in the Day〉                                | 3:27      |
| 8.  | 〈Something That I'm Not〉                         | 5:07      |
| 9.  | 〈Truth Be Told〉                                  | 5:40      |
| 10. | 〈Of Mice and Men〉                                | 4:04      |
| 11. | 〈Shadow of Deth〉 (시편 23편, 다윗의 시로 알려짐) | 2:15      |
| 12. | 〈My Kingdom〉                                     | 3:03      |